# Ulises Saucedo
Ulises Saucedo, vom Weltfußballverband als Ulrico Saucedo bezeichnet (* 3. März 1896; † 21. November 1963), war ein bolivianischer Fußballtrainer und ‑schiedsrichter. Während der Ersten Weltmeisterschaft 1930 betreute Saucedo die Mannschaft Boliviens bei ihren Spielen gegen Jugoslawien (17. Juli, 0:4) und Brasilien (20. Juli, 0:4). Außerdem leitete der Bolivianer am 19. Juli 1930 das Vorrundenspiel zwischen den Mannschaften aus Argentinien und Mexiko (6:3); John Langenus berichtete, dass Saucedo in diesem Spiel fünf Strafstöße pfiff. Einer der Linienrichter des Spiels war Constantin „Costel“ Rădulescu (1896–1981), Trainer der Rumänen.